# Apache OpenOffice
Apache OpenOffice es un paquete de software de oficina de código abierto, que incluye procesador de textos, hoja de cálculo, presentaciones, herramientas para el dibujo vectorial y base de datos. Soporta numerosos formatos de archivo, incluyendo como predeterminado el formato estándar ISO/IEC OpenDocument (ODF), entre otros formatos comunes, y se enfoca en mantener compatibilidad con el estándar OpenOffice XML, el formato de Microsoft, así como también soporta más de 110 idiomas, desde febrero del año 2010. Apache OpenOffice es uno de los sucesores del proyecto OpenOffice.org e integra características de otras suites ofimáticas como IBM Lotus Symphony.
La suite ofimática está disponible para varias plataformas, tales como Microsoft Windows, GNU/Linux, BSD, Solaris y Mac OS X, además de diversos ports realizados a otros sistemas operativos. El software es distribuido bajo la licencia Apache.[5] La primera versión lanzada por Apache fue la 3.4.0, el 8 de mayo de 2012. Desde esa primera versión, se han realizado diversas bifurcaciones como por ejemplo LibreOffice (desarrollado por The Document Foundation) y el proyecto Go-OO, que fue suspendido en favor de LibreOffice en septiembre de 2010.
Apache OpenOffice desciende de OpenOffice.org, un proyecto que tiene como base inicial a StarOffice, una suite ofimática desarrollada por StarDivision y adquirida por Sun Microsystems en agosto de 1999. El desarrollo de la suite estaba liderado por Sun Microsystems y con posterioridad abandonado por Oracle Corporation. El código fuente de la aplicación está disponible bajo la Licencia pública general limitada de GNU (LGPL) versión 3 hasta la versión 3.4.0 Beta 1. Después de la adquisición de Sun en 2010, Oracle Corporation dejó de apoyar el desarrollo comercial y en junio de 2011 donó la suite a la Incubadora de Apache para convertirse en un proyecto de la Apache Software Foundation. Posteriormente, en diciembre de 2011, la Apache Software Fundación anunció que el nombre del proyecto se convertiría en Apache OpenOffice.
La versión de mantenimiento más reciente fue 4.1.14 del 27 de febrero de 2023. Esta actualización resuelve algunos problemas con correcciones de errores y diccionarios actualizados.

## Aplicaciones incluidas
Las aplicaciones incluidas en la suite ofimática Apache OpenOffice son las siguientes:
| Logo | Programa | Descripción | Captura |
| ---- | -------- | --- | ------- |
|      | Writer   | Es el procesador de textos de la suite ofimática, similar a Microsoft Word. Writer puede exportar archivos de texto a los formatos PDF y HTML sin software adicional, lo que permite que pueda ser utilizado como un editor WYSIWYG para crear y editar páginas web. |         |
|      | Calc     | Es una hoja de cálculo similar a Microsoft Excel y Lotus 1-2-3. Calc ofrece una serie de características no presentes en Excel, incluyendo un sistema que automáticamente define serie de gráficas, sobre la base de la disposición de la información del usuario. Calc también puede exportar hojas de cálculo al formato PDF. |         |
|      | Impress  | Es un programa de presentación similar a Microsoft PowerPoint o Keynote de Apple. Puede exportar presentaciones al formato SWF, permitiendo que se reproduzca en cualquier computadora con un reproductor de Flash instalado. También incluye la capacidad de crear archivos PDF, y la capacidad de leer archivos de Microsoft PowerPoint (ppt). Su formato original es ODP. |         |
|      | Base     | Es un programa de base de datos similar a Microsoft Access. Apache OpenOffice Base permite la creación y manejo de bases de datos, elaboración de formularios e informes que proporcionan a los usuarios finales un acceso fácil a los datos. Al igual que Microsoft Access, es capaz de trabajar como un front-end para diversos sistemas de bases de datos tales como el de Access (JET), fuente de datos ODBC y MySQL/PostgreSQL. Base está disponible desde la versión 2.0.                                               |         |
|      | Draw     | Es un editor de gráficos vectoriales y herramienta de diagramación, similar a Microsoft Visio y comparable en características a las primeras versiones de CorelDRAW. Ofrece «conectores» entre las formas, que están disponibles en una gama de estilos de línea y facilitan la construcción de los dibujos, como diagramas de flujo. Tiene características similares a la edición de software de escritorio como Scribus y Microsoft Publisher. Draw también puede exportar sus creaciones al formato PDF y al estándar SVG. |         |
|      | Math     | Es una aplicación diseñada para la creación y edición de fórmulas matemáticas. La aplicación utiliza un lenguaje de marcado para crear las fórmulas. Dichas fórmulas pueden ser incorporadas dentro de otros documentos de OpenOffice.org, tales como los creados por Writer, permitiendo al usuario la posibilidad de incrustarlas en el documento como objetos OLE. Math soporta múltiples fuentes y puede exportar fórmulas a los formatos de archivo ODF, PDF y MathML.                                                   |         |

## Aplicaciones derivadas de OpenOffice.org

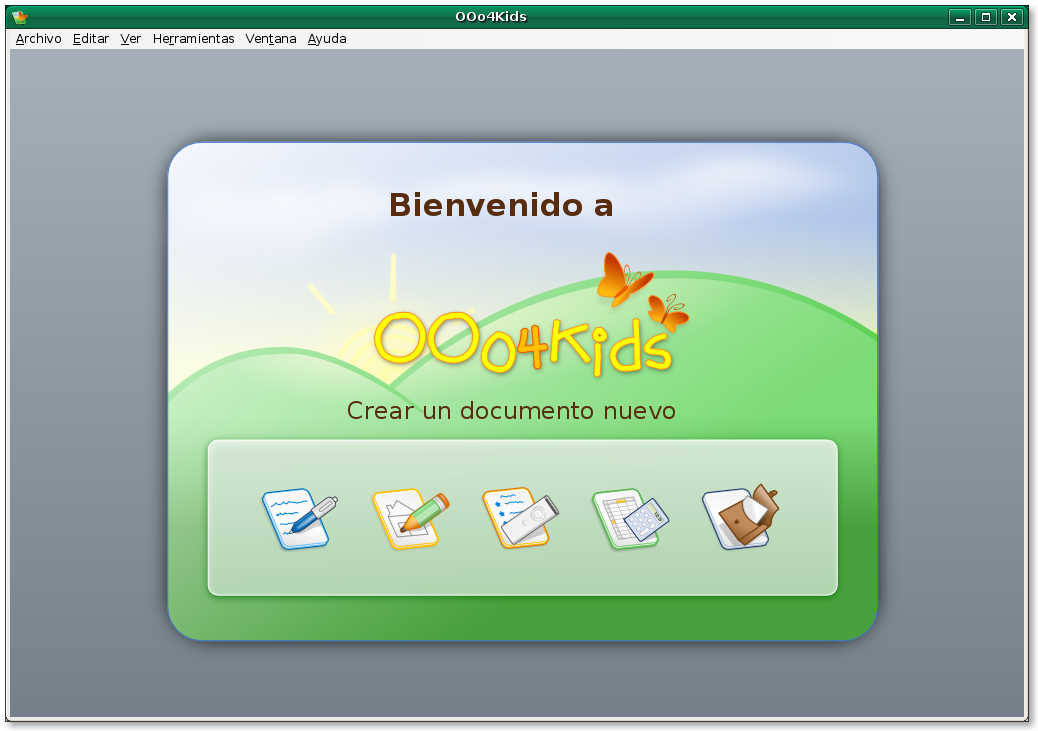
OOo4Kids, una suite ofimática derivada de OOo y dirigida al público infantil.